# Charles Akonnor
Charles Kwablan Akonnor (Accra, 12 marzo 1974) è un allenatore di calcio ed ex calciatore ghanese, di ruolo centrocampista.

## Carriera

### Club
Dopo gli inizi nel campionato di casa si trasferisce in Germania, dove veste le divise di Fortuna Colonia, Wolfsburg e Unterhaching per poi concludere la sua carriera agli Horsens, in Danimarca.

### Nazionale
Con la maglia della Nazionale ha esordito nel 1991, collezionando, oltre a 41 presenze, diverse convocazioni alla Coppa d'Africa e una alle Olimpiadi, nel 1996.